# Phaedyma chinga
Phaedyma chinga es una especie de mariposa. Fue descrita  por John Nevill Eliot en 1969. Pertenece al género Phaedyma y a la familia Nymphalidae.